# Denzil Wraight
Denzil Wraight, né à Rochester (Angleterre) en 1951, est un musicologue et facteur spécialiste des clavecins et piano-forte italiens anciens.

## Biographie

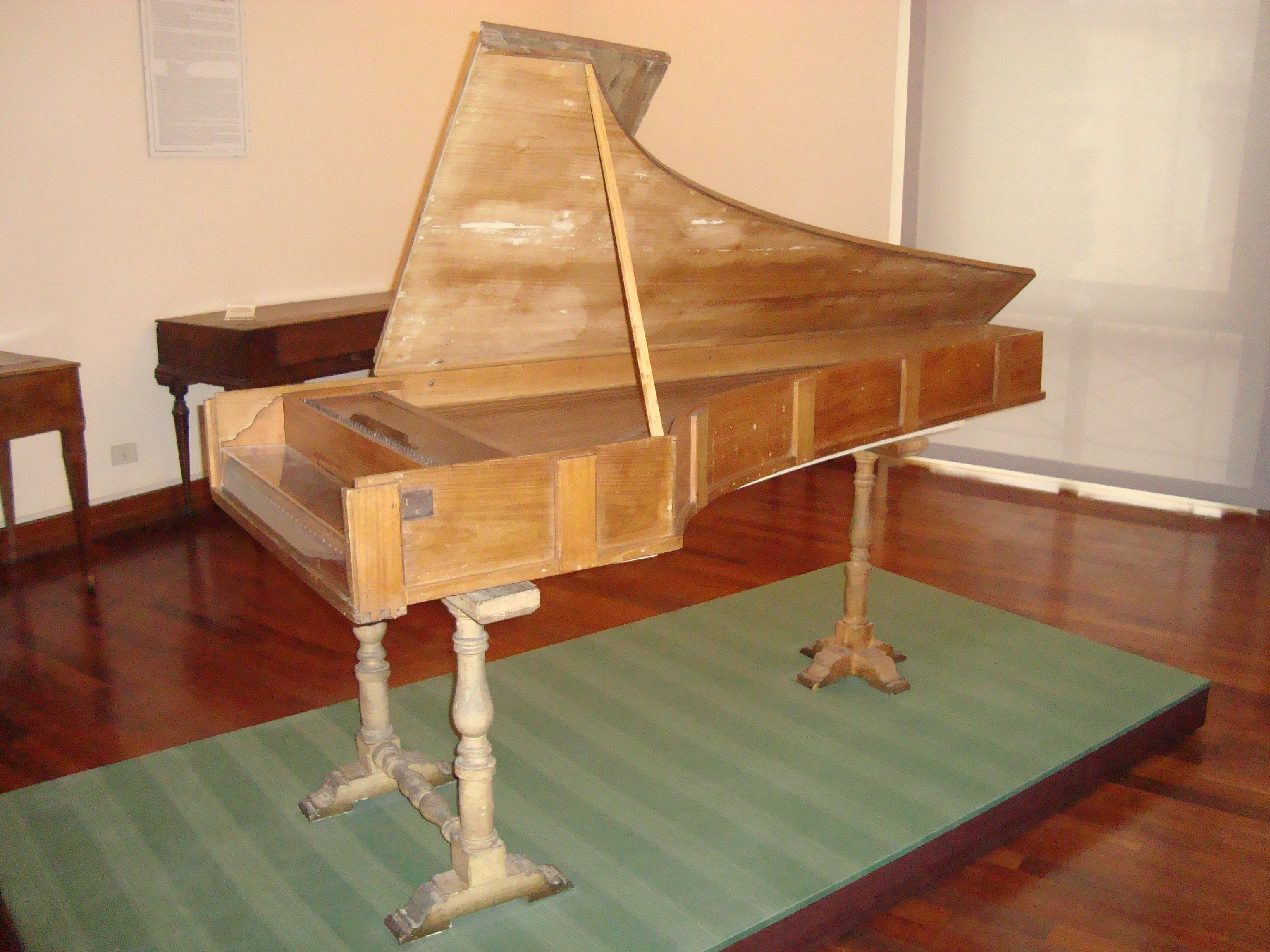
Le piano Cristofori de 1722 est au Musée national des instruments de musique, à Rome.

Denzil Wraight s'intéresse notamment aux pianos de Cristofori construits durant la décennie de 1720 et dont seuls subsistent trois :
- Un instrument de 1720 est situé au Metropolitan Museum of Art, à New York. Cet instrument a été modifié de façon significative par des constructeurs qui ont suivi : la table d'harmonie a été remplacée en 1938, et la gamme a été décalée d'environ une demi-octave. Bien qu'il soit possible de jouer de ce piano, selon le facteur Denzil Wraight : « sa condition originale […] a été totalement perdue », et il ne peut en aucun cas indiquer comment il sonnait lorsqu'il était neuf[2].
- Un instrument de 1722 est au Musée national des instruments de musique de Rome. Il possède 4 octaves. Ce piano a été endommagé par les vers et ne peut plus être joué[2].
- Un instrument de 1726, possédant également 4 octaves, est au Musée des instruments de musique de l'université de Leipzig. Cet instrument ne peut pas être joué pour l'instant, bien que des enregistrements aient déjà été faits par le passé[2].

Aline Zylberajch lui commande une copie de piano forte Cristofori afin d'interpréter les sonates de Domenico Scarlatti. Il reconstitue également un instrument de Ferrini, l’un des disciples de Cristofori, pour un enregistrement du disque Discovering the piano (Handel, Scarlatti, Soler, Platti...) par Linda Nicholson, de même qu'un Walter fortepiano pour Emilia Fadini, entre autres travaux.

## Publications
- (en) The New Grove Dictionary of Music and Musicians (édité par Stanley Sadie), Londres, Macmillan, seconde édition, 29 vols. 2001, 25000 p. (ISBN 978-0-19-517067-2, lire en ligne) :
  - Denzil Wraight, « Arpicordo [alpichordo, ampichordo, harpichordo] »
- (en) Denzil Wraight, « Related instruments : 2, The Arpicordo », dans Stanley Sadie (éd.), Early Keyboard instruments, MacMillan, coll. « The Grove Musical Instruments Series », 1989 (1re éd. 1980), 313 p. (ISBN 0-393-02554-3), p. 176–178.
- (en) Denzil Wraight, « Recent approaches in understanding Cristofori's fortepiano », Early Music, vol. 34, no 4,‎ novembre 2006, p. 635–644 (ISSN 0306-1078, OCLC 869586491, JSTOR 4137311, lire en ligne).
- (en) Edwin Ripin, Howard Schott, John Barnes, Grant O'Brien, William Dowd, Denzil Wraight, Howard Ferguson et John Caldwell, Early keyboard instruments, New York, W. W. Norton & C°, coll. « The New Grove Musical Instruments Series », 1989, 3e éd., 313 p. (ISBN 0-393-30515-5)